# Катастрофа MD-11 під Галіфаксом
Катастрофа MD-11 під Галіфаксом — авіакатастрофа, яка трапилася 2 вересня 1998 року. Літак McDonnell Douglas MD-11 авіакомпанії Swissair виконував рейс SWR 111 сполученням Нью-Йорк—Женева (рейс був код-шерингом з авіакомпанією Delta Air Lines), але через 55 хвилин після вильоту в кабіні пілотів почалося задимлення і пожежа. Пілоти екстренно розвернули літак до міжнародного аеропорту Галіфакса (Канада), але він впав у затоку святої Маргарет за 9 кілометрів від берега затоки. 14 членів екіпажу та 215 пасажирів, що перебували на борту, загинули.

## Катастрофа
О 00:18 UTC (20:18 EDT) рейс Swissair-111 вилетів з аеропорту ім. Джона Кеннеді в Нью-Йорку. Крім двох пілотів на борту знаходилося 215 пасажирів та 12 членів екіпажу.
О 00:58 рейс 111 досяг своєї крейсерської висоти 33000 футів.
О 01:10:38 пілоти помічають незвичайний запах у кабіні і шукають причину. Після короткого обговорення, вони вирішують, що причина в системі вентиляції.
О 01:13:14 в кабіні пілотів з'являється дим.
О 01:13:33 пілоти обговорюють можливі альтернативні варіанти посадки літака.
О 01:14:15 екіпаж рейсу 111 подає диспетчеру в Монктоні сигнал «Pan-pan», пілоти просять посадку в найближчому аеропорті.
О 01:15:06 диспетчер пропонує аеропорт в Галіфаксі.
О 01:19:28 диспетчер дає вказівку рейсу SWR 111 повернути на курс 030 для підходу до ЗПС.
О 01:20:48 пілоти вирішують скинути пальне перед посадкою.
О 01:22:01 рейс 111 повертає на південний захід на курс 200 для зливу палива в море. Літак тепер в 25 морських милях від Галіфакса.
О 01:24:09 відмикається автопілот.
О 01:24:42 пілоти подають сигнал «Mayday, Mayday, Mayday» диспетчеру УПР
О 01:24:53 пілоти рейсу SWR 111 оголосили, що вони починають злив палива, а потім відразу зайдуть на посадку.
В період з 01:25:06 по 01:25:14 вимикаються всі прилади в кабіні.
О 01:25:12 бортовий самописець вимикається.
О 01:25:16 диспетчер дає дозвіл на скидання палива. Рейс SWR 111 не відповідає.
О 01:25:40 диспетчер неодноразово дає дозвіл на злив палива. Відповіді немає.
О 01:25:46 диспетчер в Монктоні отримує незрозумілі фрагменти розмови (ймовірно, швейцарською німецькою).
О 01:31:18 рейс SWR 111 падає у воду.
Близько 02:30 прибувають перші рятувальники, але вони знаходять тільки трупи і уламки рейсу Swissair-111.

## Пасажири та екіпаж
| Громадянство загиблих пасажирів та членів екіпажу | Громадянство загиблих пасажирів та членів екіпажу | Громадянство загиблих пасажирів та членів екіпажу | Громадянство загиблих пасажирів та членів екіпажу |
| Громадянство                                      | Пасажири                                          | Екіпаж                                            | Всього                                            |
| ------------------------------------------------- | ------------------------------------------------- | ------------------------------------------------- | ------------------------------------------------- |
| Афганістан                                        | 1                                                 | 0                                                 | 1                                                 |
| Канада                                            | 3                                                 | 0                                                 | 3                                                 |
| Канада і Марокко                                  | 1                                                 | 0                                                 | 1                                                 |
| КНР                                               | 1                                                 | 0                                                 | 1                                                 |
| Франція                                           | 41                                                | 0                                                 | 41                                                |
| Франція і Велика Британія                         | 1                                                 | 0                                                 | 1                                                 |
| Франція і США                                     | 2                                                 | 0                                                 | 2                                                 |
| Німеччина                                         | 1                                                 | 0                                                 | 1                                                 |
| Греція і США                                      | 1                                                 | 0                                                 | 1                                                 |
| Греція                                            | 1                                                 | 0                                                 | 1                                                 |
| Індія                                             | 1                                                 | 0                                                 | 1                                                 |
| Іран                                              | 1                                                 | 0                                                 | 1                                                 |
| Іран і США                                        | 1                                                 | 0                                                 | 1                                                 |
| Ізраїль і Швейцарія                               | 1                                                 | 0                                                 | 1                                                 |
| Італія                                            | 3                                                 | 0                                                 | 3                                                 |
| Мексика                                           | 1                                                 | 0                                                 | 1                                                 |
| Росія                                             | 1                                                 | 0                                                 | 1                                                 |
| Саудівська Аравія                                 | 1                                                 | 0                                                 | 1                                                 |
| Сент-Кіттс і Невіс                                | 1                                                 | 0                                                 | 1                                                 |
| Швейцарія                                         | 31                                                | 13                                                | 44                                                |
| Швейцарія і Нідерланди                            | 1                                                 | 0                                                 | 1                                                 |
| Швейцарія і Велика Британія                       | 2                                                 | 0                                                 | 2                                                 |
| Швейцарія і США                                   | 1                                                 | 0                                                 | 1                                                 |
| Іспанія                                           | 1                                                 | 0                                                 | 1                                                 |
| Велика Британія                                   | 3                                                 | 0                                                 | 3                                                 |
| Велика Британія і США                             | 2                                                 | 0                                                 | 2                                                 |
| США                                               | 110                                               | 1                                                 | 111                                               |
| Югославія                                         | 1                                                 | 0                                                 | 1                                                 |
| Всього                                            | 215                                               | 14                                                | 229                                               |

### Літак
McDonnell Douglas MD-11 (реєстраційний номер HB-IWF, заводський 48445, серійний 465, ім'я Vaud) був випущений в 1991 році (перший політ здійснив 5 серпня того ж року) і відразу був переданий авіакомпанії Swissair. Оснащений трьома двигунами Pratt & Whitney PW4462. На день катастрофи здійснив 6400 циклів «зліт-посадка» і налітав 36041 годину.

### Пілоти
- Командир повітряного судна — 49-річний Урс Циммерман (Urs Zimmermann). Налітав 10800 годин, 900 з них на MD-11.
- Другий пілот — 36-річний Штефан Льов (Stefan Löw). Налітав 4800 годин, 230 з них на MD-11.

Обидва пілоти в момент катастрофи були у відмінному стані (перед польотом у них було 27 годин відпочинку).

### Авіадиспетчер
Диспетчеру в Монктоні Біллу Пікреллу (Bill Pickrell) на той момент було 32 роки, він мав 9 років професійного досвіду.

## Розслідування

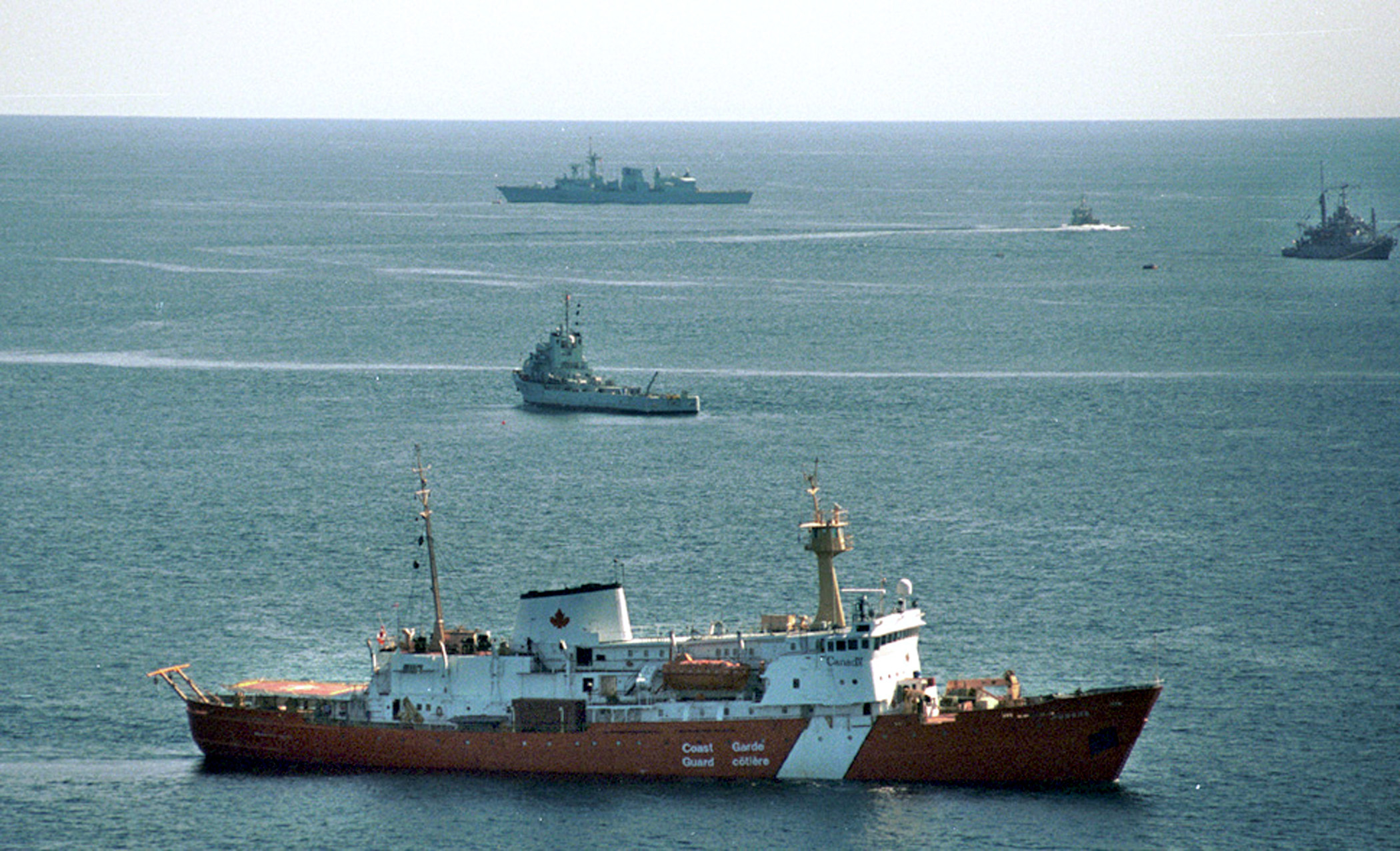
Пошукова операція

Розслідування катастрофи тривало чотири роки і коштувало уряду Канади близько $39 млн. Всього до розслідування та операції з підняття з дна океану тіл і уламків літака було залучено близько 4000 осіб.
MD-11 при ударі об поверхню води був розірваний на тисячі уламків, більша частина з них опустилася на морське дно на глибину 55 метрів. 126,5 тонн уламків було виявлено, що відповідає 98 % від маси літака. Підняття уламків тривало 15 місяців. У грудні 1999 року були підняті останні дрібні деталі.
27 березня 2003 року Рада з безпеки транспорту Канади опублікувала звіт про катастрофу. У ньому говорилося, що загоряння сталося внаслідок короткого замикання через бортову систему розваг IFEN (In-Flight Entertainment Network). Завдяки цій системі пасажири бізнес-класу могли дивитися відео і грати у відеоігри.
Розслідування також встановило, що ізоляційний матеріал, що покривав дроти в літаку, не був достатньо вогнестійким. Це призвело до поширення пожежі і виведення з ладу всіх важливих приладів.

## Культурні аспекти
Катастрофу рейсу Swissair-111 показано в першому сезоні канадського документального телесеріалу «Розслідування авіакатастроф» в серії «Пожежа на борту», а також у шостому сезоні серіалу «Секунди до катастрофи» в серії «Пожежа в кабіні».